# Oecetis sphyra
Oecetis sphyra là một loài Trichoptera trong họ Leptoceridae. Chúng phân bố ở miền Tân bắc.